# Mine de Mutoshi
La mine de Mutoshi, est une mine à ciel ouvert de cuivre située dans la province de Katanga en République démocratique du Congo,,,,. Elle appartient à 70 % à Anvil Mining et à 30 % à Gécamines.